# Épisodes d'UFO, alerte dans l'espace
Pour un article plus général, voir UFO, alerte dans l'espace.
Cet article présente le guide des 26 épisodes de l'unique saison de la série télévisée britannique UFO, alerte dans l'espace (UFO), diffusée entre 1970 et 1973.

## Fiche technique
- Pays : Royaume-Uni
- Production : Century 21 Television
- Distribution : ITC Entertainment
- Producteurs : Reg Hill, Gerry Anderson[2]
- Scénaristes : Gerry Anderson, Sylvia Anderson et Reg Hill (créateurs)
- Département musique : 
  - Barry Gray (compositeur du theme musical et directeur musical)
  - George Randall (éditeur musique)
- Direction artistique : Bob Bell
- Directeur de production : Norman Foster (superviseur de production)
- Distribution des rôles : Rose Tobias Shaw
- Costumes : Sylvia Anderson (fashions: Century 21)
- Image : Brendan J. Stafford
- Effets visuels :
  - Al Perry (visual effects camera operator)
  - Derek Meddings (superviseur effets visuels)
- Langue : Anglais
- Format : Couleur - 1,33:1 - 35mm - Mono
- Durée :
- Genre : Science-fiction, Aventure, Thriller
- Lieux de tournage :
  - Black Park, Iver Heath, Buckinghamshire, England, UK
  - Century 21 Studios, Slough, Berkshire, England, UK
  - MGM British Studios, Borehamwood, Hertfordshire, England, UK

## Personnages principaux
- Ed Bishop[3] : Cmdt. Ed Straker
- Dolores Mantez : Lt. Nina Barry [4]
- Mel Oxley : SID "Space Intruder Detector" (voix)[5]
- Michael Billington : Col. Paul Foster [6]
- George Sewell : Col. Alec Freeman [7]
- Ayshea Brough : Lt. Ayshea Johnson "SHADO Operative" [8]
- Keith Alexander : Lt. Keith Ford [9]
- Antonia Ellis : Lt. Joan Harrington [10]
- Gabrielle Drake : Lt. Gay Ellis [11]
- Gary Myers : Cpt. Lew Waterman (Commandant du Skydiver) [12]
- Peter Gordeno : Cpt. Peter Carlin (Comm. du Skydiver1 et pilote du Sky1) [13]
- Wanda Ventham : Col. Virginia Lake [14]
- Vladek Sheybal : Dr Doug Jackson [15]

## Épisodes

### Épisode 1:Identifié
- Royaume-Uni : 16 septembre 1970

- Michael Mundell (Lt. Ken Matthews)
- Paul Gillard (Kurt Mahler)
- Gary Files (Phil Wade)
- Matthew Robertson (Dr Harris)
- Annette Kerr (Infirmière)

### Épisode 2:Le Projet Foster
- Royaume-Uni : 23 septembre 1970

- Robin Bailey (William Kofax)
- Arthur Cox (Louis Graham)
- Sue Gerrard (Infirmière)
- Paula Li Shiu (Tsi Chan)
- Jean Marsh (Janna Wade)
- Matt Zimmerman (Copilote Jim)

### Épisode 3:Les Dix Vies du chat
- Royaume-Uni : 30 septembre 1970

- Alexis Kanner (Lt. Jim Regan)
- Geraldine Moffat (Jean Regan)
- Windsor Davies (Morgan)
- Colin Gordon (Albert Thompson)
- Eleanor Summerfield (Muriel Thompson)

### Épisode 4:Déchets dans l'espace
- Royaume-Uni : 7 octobre 1970

- David Courtland (Crewman Stevens "Lunar Module")
- Drewe Henley (Cpt. Steve Maddox)
- Michael Kilgarriff (Joe Steiner)
- Gerald Norman (Pilote - Space Ship)

### Épisode 5:Une question de priorités
- Royaume-Uni : 14 octobre 1970

- Richard Aylen (Alien)
- Mary Merrall (Mrs. O'Connor)
- Andrea Allan (Infirmière)
- David Cargill (Car Driver)
- Russell Napier (Dr Green)

### Épisode 6:Pouvoirs psychiques
- Royaume-Uni : 21 octobre 1970

- Stanley McGeagh (SHADO Security Man)
- Deborah Stanford (Stella Croxley)
- John Stratton (John Croxley)
- Donald Tandy (Gateman)
- Douglas Wilmer (Dr Ward / Dr Brünner)

### Épisode 7:Tuez Straker!
- Royaume-Uni : 4 novembre 1970

- Louise Pajo (Infirmière)
- Stanley McGeagh (SHADO Security Man)
- Deborah Stanford (Stella Croxley)
- John Stratton (John Croxley)
- Donald Tandy (Gateman)
- Douglas Wilmer (Dr Ward / Dr Brünner)

### Épisode 8:Alerte sous les mers
- Royaume-Uni : 11 novembre 1970

- Anthony Chinn (Lt. Tony Chin)
- John Golightly (Holden)
- Alan Haywood (SHADO Diver Ross)
- Paul Maxwell (Lt. Jim Lewis)
- Burnell Tucker (Albatross Pilot Turner)

### Épisode 9:Destruction
- Royaume-Uni : 2 décembre 1970

- Peter Blythe (1er Officier Cooper)
- David Warbeck (Cpt. du Skydiver)
- Stephanie Beacham (Sarah Bosanquet)
- Michael Ferrand (Radar Technician)
- Robert Lloyd (Radar Officer)
- Edwin Richfield (Amiral Sheringham)
- Barry Stokes (Skydiver Engineer)
- Jimmy Winston (Rating)

### Épisode 10:L'Invité inattendu
- Royaume-Uni : 9 décembre 1970

- Norma Ronald (Miss Ealand)
- Anthony Chinn (Alien)
- Adrienne Corri (Liz Newton)
- Allan Cuthbertson (Jack Newton)
- Godfrey James (Game Warden Mitchell)
- Patrick Mower (Cass Fowler)
- Hugo Panczak (SHADO Mobile Navigator)

### Épisode 11:L'Agrandissement
- Royaume-Uni : 16 décembre 1970

- James Beckett (Dr Young)
- Clive Endersby (Launch Control Harry)
- Neil Hallett (Dr Joseph Kelly)
- Mark Hawkins (Pilote Intercepteur)
- Bob Howay (Launch Control 2e Operative)
- Jon Kelley (Masters)
- John Levene (Pilote Intercepteur)
- Frank Mann (Rocket Launch Controlleur)
- Bob Sherman (Launch Control 1er Operative)

### Épisode 12:Super pouvoirs
- Royaume-Uni : 30 décembre 1970

- Peter Blythe (Lt. Blythe)
- Deborah Grant	 (Linda Simmonds)
- Mike Pratt (Clem Mason)
- David Collings (Daniel Clark)
- Tom Adams (Cpt. Lauritzen)
- Gavin Campbell (Police à moto)
- Peter Davies (Fairfield Tracker Station Guard)
- Alexander Davion (The Executive)
- Hans De Vries (Security Man)
- Peter Dolphin (Ingénieur du Skydiver 3)
- Nigel Gregory (Security Man)
- Robin Hawdon (Capitaine du Skydiver 3)
- Oscar James (Plain Clothes Officer)
- Aiden Murphy (Garde chambre 22)
- Derek Steen (Fairfield Tracker Station Guard)
- Christopher Timothy (Navigateur du Skydiver 3)
- Mark York (Ingénieur du Skydiver 3)

### Épisode 13:Sauvetage
- Royaume-Uni : 6 janvier 1971

- Suzan Farmer (Tina Duval)
- Ray Armstrong (Rescuer)
- Gito Santana (Alien)
- Robert Swann (Bill Grant)
- David Weston (Phil Mitchell)

### Épisode 14:Hallucinations
- Royaume-Uni : 13 janvier 1971

- Charles 'Bud' Tingwell (Cpt. Beaver James)
- Stephan Chase (Film Director)
- Norton Clarke (Assistant Directeur #1)
- Stuart Damon (Howard Byrne)
- Paul Greaves (Assistant Directeur #2)
- Craig Hunter (Lt. Dale)
- John Lyons (SHADO Garde)
- James Marcus (SHADO Operative)
- Stanley McGeagh (SHADO Garde)
- Ricardo Montez (Bandit Mexicain #2)
- Bill Morgan (Bandit Mexicain #3)
- Jack Silk (Motocycliste)
- Larry Taylor (Bandit Mexicain #1)

### Épisode 15:Plan de vol
- Royaume-Uni : 20 janvier 1971

- George Cole (Paul Roper)
- David Daker (SHADO Garde)
- Sonia Fox (Carol Roper)
- Keith Grenville (Medic Dawson)

### Épisode 16:L'Homme qui était revenu
- Royaume-Uni : 3 février 1971

- Derren Nesbitt (Col.)
- Gary Raymond (Col. John Grey)
- Roland Culver (Sir Esmond)
- Robert Grange (Moonbase Docteur)
- Nancy Nevinson (Housekeeper)
- Rona Newton-John (Infirmière)
- Fred Real	 (Porter)
- David Savile (Hopital Docteur)
- Michael Stevens (Chauffeur)

### Épisode 17:L'Affaire Dalotek "alias" Boules de feu
- Royaume-Uni : 10 février 1971

- John Breslin (Dr Charles Reed)
- John Cobner (Capitaine du Moonmobile)
- Clinton Greyn (Mark Tanner)
- Philip Latham (Blake)
- Richard Poore (Lieutenant du Moonmobile)
- Tracy Reed (Jane Carson)
- Frank E. Stranges (Lui-même)
- David Weston (Phil Mitchell)

### Épisode 18:L'Arrêt du temps
- Royaume-Uni : 17 février 1971

- Patrick Allen (Turner)
- John J. Carney (Homme de la sécurité du Studio)
- Kirsten Lindholm (Une actrice)
- John Lyons (Garde du Studio)
- Douglas Nottage (Ingénieur maintenance SHADO)
- Ron Pember (Agent de Casting)
- Jean Wladon (un acteur)

### Épisode 19:L'Épreuve
- Royaume-Uni : 14 avril 1971

- John Breslin (Dr Charles Reed)
- Quinn O'Hara (Sylvia Graham)
- Mark Hawkins (Lt. Gary North)
- David Healy (Joe Franklin)
- Joseph Morris (Medic)

### Épisode 20:Cour martiale
- Royaume-Uni : 1er mai 1971

- Louise Pajo (Miss Scott)
- Neil McCallum (Carl Mason)
- Georgina Cookson (Jane Grant)
- Noel Davis (Artist's Agent)
- Michael Glover (Garde)
- Paul Greenhalgh (Assistant Directeur)
- Jack Hedley (Webb)
- Tutte Lemkow (A.G. Singleton)
- Pippa Steel (Diane)

### Épisode 21:L'Affaire de l'ordinateur
- Royaume-Uni : 15 mai 1971

- Michael Mundell (Lt. Ken Matthews)
- Nigel Lambert (Moonbase Operative)
- Hein Viljoen (SHADO Mobile 1 Personnel)
- Dennis Plenty (SHADO Mobile 1 Personnel)
- Hugh Armstrong (SHADO Mobile 3 Officier)

### Épisode 22:Naissance d'un fils
- Royaume-Uni : 10 juillet 1971

- Suzanne Neve (Mary Straker)
- Michael Forrest (Security Officer)
- Julian Grant (Lt. David Grey)
- Geoffrey Hinsliff (Hotel Clerk)
- Penny Jackson (Infirmière)
- Jack May (English Delegate)
- Michael Nightingale (le père de Mary)
- Tom Oliver (Docteur)
- Donald Pelmear (Estate Agent)
- Shane Rimmer (CIA Agent)
- Jeffrey Segal (Monsieur Duval)
- Gordon Sterne (German Delegate)
- Alan Tilvern (U.S. Delegate)
- Frank Tregear (Porter)

### Épisode 23:Le Bruit du silence
- Royaume-Uni : 17 juillet 1971

- Michael Jayston (Russell Stone)
- Susan Jameson (Anne Stone)
- Richard Vernon (Pa Stone)
- Nigel Gregory (Ben Culley)
- Craig Hunter (Hudson "G.S.P. 4 Pilote")
- Tom Oliver (Technicien #1)
- Malcolm Reynolds (Technicien #2)
- Gito Santana (Alien)
- Burnell Tucker (Scott "G.S.P. 4 Copilote")

### Épisode 24:Reflets dans l'eau
- Royaume-Uni : 24 juillet 1971

- James Cosmo (Lt. Anderson)
- David Warbeck (Cpt. du Skydiver)
- Keith Bell (Film Director)
- Richard Caldicot (Film Producer)
- Gerald Cross (Insurance Man)
- David Griffith (Underwater Cameraman)
- Conrad Phillips (Skipper)
- Gordon Sterne (Helmsman Ellis)
- Barry Stokes (Skydiver Ingénieur)

### Épisode 25:Un poste à responsabilités
- Royaume-Uni : 8 mars 1973

- Jane Merrow (Josephine Fraser)
- Ralph Ball (Le réalisateur)
- Mark Hawkins (Lt. Gary North)
- Patrick Jordan (Cmdt Dudzinski)
- Janos Kurucz (Astronaute Russe)
- Paul Tamarin (Astronaute Russe)

### Épisode 26:Le Long Sommeil
- Royaume-Uni : 15 mars 1973

- Tessa Wyatt (Catherine Frazer)
- Christian Roberts (Tim Redman)
- John Garrie (Chauffeur du Van)
- Christopher Robbie (Bomb disposal expert)